# Aurelio Milani
Pour les articles homonymes, voir Milani.
Aurelio Milani (né le 14 mai 1934 à Desio, dans la province de Monza et de la Brianza, en Lombardie, et mort le 25 novembre 2014 à Milan) est un footballeur international italien évoluant au poste d'attaquant.

## Palmarès
- Vainqueur de la Coupe des clubs champions européens en 1964 et en 1965 avec l'Inter Milan.
- Vainqueur de la Coupe intercontinentale en 1964 avec l'Inter Milan.
- Vainqueur du Championnat d'Italie de football en 1965 avec l'Inter Milan.

- Meilleur buteur du Championnat d'Italie de football 1961-1962 avec 22 buts[2].